# Manoir de Krummbek
Le manoir de Krummbek (Herrenhaus Krummbek) est un petit château du Schleswig-Holstein en Allemagne septentrionale. Il se trouve dans le village de Krummbek qui fait aujourd'hui partie de la commune de Lasbek.

## Histoire
Krummbek est pendant le Haut Moyen Âge un village de fermiers appartenant à l'abbaye cistercienne de Reinfeld et les premières mentions écrites datent de 1397. Il devient ensuite un majorat de la famille Schulenburg, et passe au XVIIIe siècle au maréchal de France, le comte von Luckner (1722-1794) qui sera guillotiné pendant la Terreur et son fils le comte Luckner von Schulenburg en hérite avec le domaine de Hohenholz, puis la comtesse Juliane Luckner von Schulenburg (1788-1863) qui épouse le baron Ludwig Carl Christoph von Liliencron (1777-1846). Le baron expérimente la culture de la betterave sucrière au domaine et fait construire en 1803 le manoir par Christian Frederik Hansen en style néoclassique.
Le domaine appartient ensuite à des négociants de Lübeck et enfin en 1895 à Robert Jauch (1856-1909), de la famille des négociants hambourgeois, et qui fut le fondateur d'œuvres caritatives. Son fils Hans Jauch (1883-1965), futur commandant des corps francs allemands y fut élevé, ainsi que sa fille Louise (1885-1933) qui fut le modèle du personnage d'Adritacia von Mylendonk, dans la Montagne magique de Thomas Mann. Comme elle, Louise Jauch était infirmière-en-chef d'un sanatorium de Davos, station des Grisons dans laquelle séjournèrent Thomas Mann et Katia Mann en 1912.
Le manoir est acheté en 1909 par Hermann Lampe. Ses descendants en exploitent toujours les terres actuellement.